# CEパイサンドゥ
クルービ・エスポルチーヴォ・パイサンドゥ（ポルトガル語: Clube Esportivo Paysandu）は、ブラジル・サンタカタリーナ州ブルスキを本拠地としていたサッカークラブ。

## 歴史
1918年12月30日にスポルチ・クルブ・パイサンドゥ（Sport Club Paysandú）として成立した。1986年にカンピオナート・カタリネンセ・セリエBを優勝したが、翌年10月12日にCAカルロス・レナウシュと合併してブルスキFCとなったために消滅した。

## 本拠地
本拠地はエスタジオ・カルロス・レナウシュを用いていた。

## タイトル
- カンピオナート・カタリネンセ・セリエB: 1986